# Pietro Tacchini
Pietro Tacchini, né le 21 mars 1838 à Modène (Émilie-Romagne) où il est mort le 24 mars 1905, est un astronome italien.

## Biographie
Pietro Tacchini étudie à l'université de Padoue. À 21 ans il devient directeur du petit observatoire de Modène. De 1863 à 1879, il dirige l'observatoire de Palerme sans en être nominalement le directeur.
Angelo Secchi et Tacchini partagent le même point de vue sur l'astrophysique, qui est alors une discipline naissante, ils considèrent que le futur de l'astronomie se situe dans l'astrophysique alors qu'une majorité d'astronomes pense que la mécanique céleste et l'astronomie de position doivent rester la matière première de l'astronome. En  1865 il fonde avec Angelo Secchi le Memorie della Società degli Spettroscopisti -- Memoire de la société de spectroscopie dont il reste l'éditeur jusqu'en 1905. Ce bulletin est devenu le Memorie della Società Astronomica Italiana depuis 1920.
Voulant assurer des observations spectroscopiques quotidiennes du Soleil il organise, avec Angelo Secchi de l'observatoire du Vatican et Lorenzoni de l'observatoire de Padoue, la mise en place d'un réseau d'observatoires. En 1874, durant un voyage en Inde à Muddapur pour observer le transit de Vénus en 1874, il met aussi en place un observatoire à Calcutta pour observer le Soleil lorsque les conditions sont défavorables en Inde.
En 1879 il est nommé directeur de l’Osservatorio del Collegio Romano, où il succède à Angelo Secchi, puis peu après en 1881 il prend la tête de l’Ufficio Centrale di Meteorologia. Son influence lui permet d'obtenir la construction de l'observatoire Bellini près du cratère central de l'Etna à 2 941 m. Il recommande aussi la construction de l'observatoire astrophysique de Catane et est le promoteur de la participation de l'Italie au projet de l'académie des sciences française, la carte du Ciel.
Le cratère Tacchini sur la Lune porte son nom.

## Sources
- (en) Histoire de l'observatoire de Palerme
- (en) I. Chinnici, « Pietro Tacchini (1838-1905), a key-figure in the post-Unitarian Italian astronomy », Mem. S.A.It. Suppl., vol. 9,‎ 2006, p. 28-34 (lire en ligne)